# 市川昭男
市川 昭男（いちかわ あきお、1941年（昭和16年）8月10日 - ）は、日本の政治家。元山形市長（3期）。旭日小綬章。

## 概要
宮城県仙台市生まれ。山形市立第四小学校、山形市立第一中学校、山形市立商業高等学校を卒業後、一旦就職するも新潟大学人文学部に入学。大学卒業後、山形市役所に就職した。金澤忠雄山形市長の下では東北芸術工科大学の設置を推進し、同大の開学に尽力した。その後、山形市土地開発公社理事長や山形市総務部長、水道事業管理者を歴任。吉村和夫市長の下で山形市助役に就任。
2003年、吉村和夫市長が在職のまま多臓器不全により病死。吉村の死去に伴って実施された山形市長選に、吉村が推進してきた「環境先進都市の建設」の継承を掲げて立候補した。民主・公明2党の推薦に加え、山形県選出の鹿野道彦衆議院議員や山形市議の支援を受け、3人の対立候補に大差をつけて初当選を果たした。
2007年、2人の対立候補に再び大差をつけ、山形市長再選。ただし、この市長選は争点も関心も盛り上がらず終始低調なままで、投票率は山形市長選において最低の31.36%を記録した。2011年、山形市長3選。
2015年5月23日、山形市役所で記者会見を行い同9月6日告示の市長選には、「選挙時に74歳、（次期任期満了の）4年後は78歳という自分の年齢を考えると、後進に道を譲るべきだと判断した」と述べ、不出馬を表明した。
2016年 秋の叙勲で地方自治功労により旭日小綬章を受章。